# Violeta Mițul
Violeta Mițul (ur. 3 kwietnia 1997 w Tyraspolu – zm. 4 września 2023 w Vopnafjörður) – mołdawska piłkarka grająca na pozycji obrońcy w islandzkim klubie Ungmennafélagið Einherji. Młodzieżowa oraz seniorska reprezentantka Mołdawii. W trakcie swojej kariery piłkarskiej występowała w takich klubach, jak FF La Solana, Apulia Trani, FC Tiraspol-Alga, Vasas Femina, czy Hayasa.

## Śmierć
Zginęła 4 września 2023 w miejscowości Vopnafjörður na Islandii wskutek wielu obrażeń wewnętrznych odniesionych po upadku z klifu.